# Marcus Edwards
Marcus Edwards (griego: Μάρκους Έντουαρντς; 3 de diciembre de 1998) es un futbolista británico que juega como delantero en el Burnley F. C. de la Premier League.

## Trayectoria

### Tottenham Hotspur
Se unió al sistema de la academia en Tottenham Hotspur a la edad de ocho años y progresó en las filas. El 2 de agosto de 2016 firmó su primer contrato profesional con el Tottenham después de un prolongado período de negociaciones en medio del interés de otros clubes.
Edwards se unió al primer equipo en el verano de 2016 para su gira de pretemporada y produjo algunas actuaciones impresionantes en los partidos de pretemporada. Le dieron un número de escuadrón de 48 antes de la temporada 2016-17. El 20 de septiembre de 2016 Mauricio Pochettino comparó a Edwards con un joven Lionel Messi debido a su bajo centro de gravedad y su capacidad para vencer a un hombre. Al día siguiente, Edwards hizo su debut competitivo con el Tottenham en la Copa de la Liga contra Gillingham entrando como suplente durante los últimos 15 minutos. Sin embargo se lesionó el tobillo en octubre de 2016 lo que requirió cirugía y estuvo fuera de juego durante un largo período para recuperarse de la lesión.
El 29 de julio de 2017 firmó un nuevo contrato con el Tottenham, manteniéndolo en el club hasta 2020. En la Liga Juvenil de la UEFA anotó dos goles en la victoria por 4-0 sobre el Borussia Dortmund el 13 de septiembre de 2017. Continuó haciendo cinco apariciones y anotando dos goles más durante la fase de grupos.

#### Préstamos
En enero de 2018 se mudó cedido al Norwich City por el resto de la temporada 2017-18. Hizo su debut con el club el 30 de marzo de 2018 entrando como suplente de Mario Vrančić en la derrota por 2-0 contra el Fulham. Esta resultó ser la única aparición de Edwards para el club cuando regresó a Tottenham el 10 de abril por razones personales.
En agosto de 2018 se unió al Excelsior Rotterdam holandés cedido por una temporada. Anotó dos goles en 25 apariciones para el club con cuatro asistencias, y aunque marcó un gol en los play-offs de descenso, Excelsior descendió. Edwards lideró la clasificación de la Eredivisie al final de la temporada en regates por partido, con 3,3, por delante del jugador del PSV Eindhoven Steven Bergwijn (3,2).

### Victoria de Guimarães
El 2 de septiembre de 2019 el Vitória de la Primeira Liga portuguesa fichó a Edwards por cuatro años, el club recibió solo el 50% de cualquier tarifa de transferencia futura. Marcó su primer gol el 24 de octubre en la fase de grupos de la UEFA Europa League abriendo una derrota por 3-2 ante el Arsenal.
El 7 de enero de 2021 renovó su contrato hasta 2024 con una cláusula de rescisión de 50 millones de euros.

### Sporting de Portugal
Edwards fue transferido al Sporting de Portugal en enero de 2022 por una tarifa informada de 7,67 millones de euros con 500.000 euros adicionales si se cumplen ciertos objetivos. Su debut fue a domicilio contra el Belenenses Futebol SAD en la Primeira Liga que el Sporting ganó 4-1. Edwards anotó su primer gol con el club contra el Vitória de Guimarães en la liga en el minuto 90+8 del partido.

## Selección nacional
Es elegible para jugar con Inglaterra y Chipre a través de su madre.
En noviembre de 2013 hizo su debut en Inglaterra sub-16 donde jugó 80 minutos en una derrota por 1-0 contra Irlanda del Norte sub-16. Pasó a hacer seis apariciones y anotó una vez para el equipo.
En la selección sub-17 anotó tres veces a lo largo de 2014, incluido un doblete en su debut en la victoria por 5-1 sobre Islandia. Edwards fue seleccionado para representar a Inglaterra sub-17 en el Campeonato de Europa Sub-17 de la UEFA de 2015. Durante el torneo pasó a hacer cinco apariciones, ya que anotó dos goles contra Italia y República de Irlanda, posteriormente fue incluido en el equipo del torneo. Edwards también apareció en la Copa Mundial Sub-17 de 2015.
En septiembre de 2015 fue llamado a la selección de Inglaterra sub-18, haciendo su debut con el equipo, en la victoria por 2-0 sobre Holanda en la que asistió uno de los goles. También anotó un doblete en dos ocasiones contra Austria y República de Irlanda en marzo de 2016. Edwards llegó a hacer cinco apariciones y anotó cuatro veces en Inglaterra sub-18.
En octubre de 2016 fue llamado a la selección sub-19, haciendo su debut en una victoria por 3-1 sobre Croacia antes de anotar en un partido de seguimiento con una victoria por 2-1 sobre Bulgaria. Edwards fue incluido en el equipo sub-19 de Inglaterra para el Campeonato de Europa Sub-19 de la UEFA de 2017. En la semifinal salió de la banca para ayudar a Lukas Nmecha a marcar el único gol del partido contra la República Checa. También fue suplente en la segunda mitad durante la victoria contra Portugal en la final.
Después del final del torneo fue llamado a la selección de Inglaterra Sub -20 en agosto de 2017 y anotó en su debut en la victoria por 3-0 sobre Países Bajos.

## Estadísticas

### Clubes
Actualizado al último partido disputado el 1 de noviembre de 2024.
| Club                               | Div.          | Temporada     | Liga  | Liga  | Liga   | Copas nacionales | Copas nacionales | Copas nacionales | Copas internacionales | Copas internacionales | Copas internacionales | Total | Total | Total  |
| Club                               | Div.          | Temporada     | Part. | Goles | Asist. | Part.            | Goles            | Asist.           | Part.                 | Goles                 | Asist.                | Part. | Goles | Asist. |
| ---------------------------------- | ------------- | ------------- | ----- | ----- | ------ | ---------------- | ---------------- | ---------------- | --------------------- | --------------------- | --------------------- | ----- | ----- | ------ |
| Tottenham Hotspur F. C. Inglaterra | 1.ª           | 2016-17       | —     | —     | —      | 1                | 0                | 0                | —                     | —                     | —                     | 1     | 0     | 0      |
| Tottenham Hotspur F. C. Inglaterra | Total club    | Total club    | 0     | 0     | 0      | 1                | 0                | 0                | 0                     | 0                     | 0                     | 1     | 0     | 0      |
| Norwich City F. C. Inglaterra      | 2.ª           | 2017-18       | 1     | 0     | 0      | —                | —                | —                | —                     | —                     | —                     | 1     | 0     | 0      |
| Norwich City F. C. Inglaterra      | Total club    | Total club    | 1     | 0     | 0      | 0                | 0                | 0                | 0                     | 0                     | 0                     | 1     | 0     | 0      |
| Excelsior Róterdam · Países Bajos  | 1.ª           | 2018-19       | 27    | 2     | 4      | 1                | 0                | 0                | —                     | —                     | —                     | 28    | 2     | 4      |
| Excelsior Róterdam · Países Bajos  | Total club    | Total club    | 27    | 2     | 4      | 1                | 0                | 0                | 0                     | 0                     | 0                     | 28    | 2     | 4      |
| Vitória S. C. Portugal             | 1.ª           | 2019-20       | 26    | 7     | 5      | 5                | 0                | 0                | 5                     | 2                     | 0                     | 36    | 9     | 5      |
| Vitória S. C. Portugal             | 1.ª           | 2020-21       | 33    | 3     | 1      | 3                | 0                | 0                | —                     | —                     | —                     | 36    | 3     | 1      |
| Vitória S. C. Portugal             | 1.ª           | 2021-22       | 18    | 7     | 2      | 6                | 1                | 0                | —                     | —                     | —                     | 24    | 8     | 2      |
| Vitória S. C. Portugal             | Total club    | Total club    | 77    | 17    | 8      | 14               | 1                | 0                | 5                     | 2                     | 0                     | 96    | 20    | 8      |
| Sporting C. P. Portugal            | 1.ª           | 2021-22       | 12    | 3     | 2      | 2                | 0                | 0                | 1                     | 0                     | 0                     | 15    | 3     | 2      |
| Sporting C. P. Portugal            | 1.ª           | 2022-23       | 33    | 6     | 6      | 6                | 2                | 1                | 12                    | 3                     | 3                     | 51    | 11    | 10     |
| Sporting C. P. Portugal            | 1.ª           | 2023-24       | 26    | 4     | 4      | 8                | 1                | 1                | 10                    | 1                     | 1                     | 44    | 6     | 6      |
| Sporting C. P. Portugal            | 1.ª           | 2024-25       | 5     | 1     | 0      | 2                | 0                | 0                | 0                     | 0                     | 0                     | 7     | 1     | 0      |
| Sporting C. P. Portugal            | Total club    | Total club    | 76    | 14    | 12     | 18               | 3                | 2                | 23                    | 4                     | 4                     | 117   | 21    | 18     |
| Total carrera                      | Total carrera | Total carrera | 181   | 33    | 24     | 34               | 4                | 2                | 28                    | 6                     | 4                     | 243   | 43    | 30     |

## Palmarés

### Títulos nacionales
| Título        | Club           | País     | Año  |
| ------------- | -------------- | -------- | ---- |
| Primeira Liga | Sporting C. P. | Portugal | 2024 |
| Primeira Liga | Sporting C. P. | Portugal | 2025 |